# Kobeřice u Brna
Kobeřice u Brna (jusqu'en 1995 : Kobeřice ; en allemand : Koberitz, précédemment : Koberzitz) est une commune du district de Vyškov, dans la région de Moravie-du-Sud, en République tchèque. Sa population s'élevait à 721 habitants en 2020.

## Géographie
Kobeřice u Brna se trouve à 23 km au sud-sud-est de Vyškov, à 24 km au sud-est de Brno et à 208 km au sud-est de Prague.
La commune est limitée par Vážany nad Litavou et Nížkovice au nord, par Heršpice à l'est, par Dambořice et Velké Hostěrádky au sud, et par Bošovice et Milešovice à l'ouest.

## Histoire
La première mention écrite de la localité date de 1283.